# Hoàng đàn giả
Hoàng đàn giả hay còn gọi thông chàng, dương tùng, xà lò (danh pháp khoa học: Dacrydium elatum) là một loài thực vật hạt trần trong họ Thông tre. Loài này được (Roxb.) Wall. ex Hook. miêu tả khoa học đầu tiên năm 1843.